# جون ويليام كانليف
جون ويليام كانليف (بالإنجليزية: John William Cunliffe)‏ هو كاتب أمريكي، ولد في 20 يناير 1865 في بولتن في المملكة المتحدة، وتوفي في 18 مارس 1946.